# 特蕾西·莫斯利
特蕾西·莫斯利（英語：Tracey Mosley，1973年9月25日—），澳大利亚女子垒球运动员。她曾代表澳大利亚国家队参加2004年和2008年夏季奥林匹克运动会垒球比赛，获得一枚银牌和一枚铜牌。